# Beguines

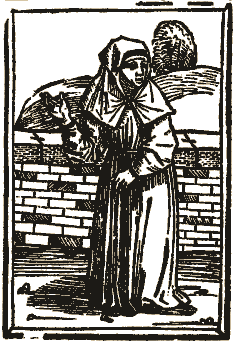
Beguina

Les beguines (o rescluses en català antic) eren les dones que van protagonitzar un moviment social i religiós sorgit a les darreries del segle xii a tot Europa. Eren dones, soles o en grup, que portaven una vida religiosa al marge de les estructures eclesiàstiques i familiars de l'època; dones independents de qualsevol autoritat masculina, fins a un extrem desconegut a l'època. Eren laiques i religioses al mateix temps, difícils de definir pels seus contemporanis, que també les denominaven «mulieres sanctae». Unes comunitats masculines similars es van formar paral·lelament anomenades begards.
A Catalunya aquests grups de dones presentaven paral·lelismes amb les Deodates.

## Història del beguinisme
Durant l'edat mitjana la societat tenia un tret comú: la religió cristiana. A partir de l'any 1000 hi hagué una renovació espiritual, amb una massiva presència de dones sense el guiatge dels homes. Ja des del seu origen el cristianisme va exercir un fort impacte en les dones. La figura de Crist i la Verge Maria van ser personatges en els quals s'emmirallaven.
Van crear comunitats cèlibes de dones viudes i solteres que rebutjaven l'obediència filial, la subjugació conjugal i, sobretot, la funció maternal, que transformaren en una maternitat espiritual. Van contribuir a difondre la nova fe a través de la paraula que se'ls havia negat. És possible que trobessin en aquestes comunitats laiques una germanor desconeguda fins aleshores i una redefinició de la mateixa identitat femenina. Més tard, l'estructuració androcràtica del cristianisme va canalitzar aquest mode de vida cap al monacat femení institucionalitzat. Fou l'única sortida que l'Església els oferí després de fer-les sospitoses d'heretgia.
Malgrat tot, van continuar existint dones amb desig de dur una vida religiosa fora de les comunitats monàstiques com les deodicatae i les deovotae, les donades, les eremites i les cenobites. La majoria s'unien de forma espontània per compartir una vida d'espiritualitat lliure.
El moviment de les beguines va néixer en un àmbit geogràfic concret: el triangle Flandes-Ducat de Brabant-Renània. Les beguines hi vivien en grans beguinatges, com ciutats inserides dins del teixit urbà. Les primeres referències conegudes les situen a Lieja a finals del segle xii, on es documenten les "mulieres sanctae", dones santes que vivien de manera individual i espontània en cel·les en zones urbanes. Practicaven una vida espiritual, resaven i feien treballs manuals relacionats amb el tèxtil. Aquest moviment es va estendre cap a Flandes, França, Alemanya i l'Europa Mediterrània.
L'espai exclusivament femení de les beguines tenia diversos noms. Resclusatge, beguinatge o beateri són els que designen aquest espai material on habitaven les beguines o rescluses (amb aquest nom es coneixien a Catalunya) i aquesta forma d'espiritualitat no reglada. Poden adoptar formes i dimensions diverses, ja que podia ser una cel·la, una casa, un conjunt de cases o una autèntica ciutat dins de la ciutat, com els grans beguinatges flamencs, que la Unesco va declarar Patrimoni de la Humanitat el 1998.
La causa que tantes dones optessin per aquest estil de vida potser es deu al fet que els segles xii i xiii hi hagué una superpoblació femenina: dones vídues o solteres, dones soles que no podien casar-se per falta de dot o que no podien ingressar al convent pel mateix motiu. Hi havia una gran devoció laica, potser no es volien casar o els convents proposaven una vida massa tancada. Moltes, sobretot les viudes, vivien del seu llegat testamentari, però també treballaven per viure: cosien, brodaven... i també feien una tasca assistencial al costat dels pobres, els malalts, els presos o ajusticiats. Fins i tot n'hi havia que educaven les nenes.
Hi havia també una recerca de la perfecció a través d'una vida solitària i contemplativa i, al mateix temps, tenien una activitat social i pública. Era una combinació entre l'acció i la contemplació, elements plenament integrats en la vida de les beguines, i una autoritat moral dins la seva comunitat on predicaven, aconsellaven o escrivien.
L'Església Catòlica va perseguir les beguines des del principi del segle xiv. El concili de Viena, el 1312 (dos anys després que fos cremada Margarida Porete) les va condemnar com a sospitoses d'heretgia, però no van desaparèixer. A finals del segle xv es va intentar incorporar-les a la vida monàstica reglada, especialment a l'Orde de Sant Jeroni. Durant la Revolució Francesa, al segle xviii, van ser condemnades i prohibides, però la seva forma de vida ha persistit fins a l'actualitat.

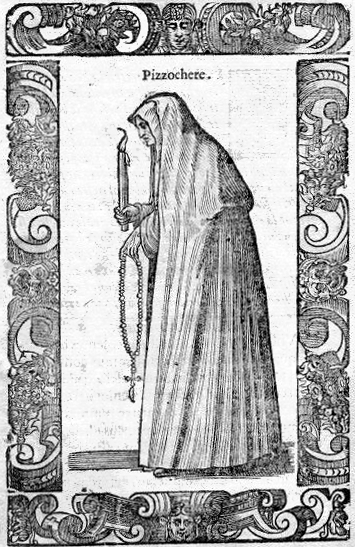
Beguina italiana: pizzochere

## Mediacions i autoritat femenina
Les beguines practicaven un model diferencial, eren dones que duien a la pràctica unes noves formes de viure al món. Practicaven la castedat i feien vida religiosa sense ser monges. Les mediacions dominaven la seva manera de relacionar-se entre elles; practicaven una espiritualitat activa amb l'ocupació de l'espai públic, un espai construït des de i per a elles. Hi havia un cert refús als espais únics reservats a les dones com a únics possibles: el món domèstic, el matrimoni o el monacat. Això fou la gènesi d'una autoritat femenina.
L'espai material tenia formes diverses: una cel·la, una casa, un conjunt de cases, però no era un espai domèstic, ni claustral ni heterosexual. Era un espai que compartien al marge del sistema de parentiu patriarcal.
L'espai simbòlic era un model de vida sense mediació masculina, recuperen el potencial matern de què ens parla Luce Irigaray en el seu llibre "El cuerpo a cuerpo con la madre". Aquesta capacitat creadora, de llengua materna, d'expressió social i religiosa. les convertí en dipositàries d'un saber, d'una autoritat femenina, d'una genealogia femenina.
A Catalunya també eren conegudes com a beguines o amb altres mots característics, com ara "resclusa", ermitanes, "bones dones" o "santes dones". En una carta de la reina Maria de Luna, per exemple, es fa al·lusió a "una beguina de Barchinona" i més endavant l'anomena "la dita resclusa".
Maria-Milagros Rivera Garretas en el llibre citat les homenatja d'aquesta manera:«La mística beguina puso en relación íntima lo femenino, la trascendencia y la lengua materna. Este vínculo no desaparecerá ya de la historia de Europa, a pesar de la persecución a que fue sometido. (...) Poner en relación íntima lo femenino, la trascendencia y la lengua materna fue una gran invención política...»

## Beguines famoses
Als Països Catalans:
- Prous Boneta.[10] S. XIII Se la coneix per un text de la Inquisició on ella explica la seva vida religiosa i mística. Montpellier.
- Maria de Cervelló[11] S. XIII. Mercedària considerada una santa a la ciutat de Barcelona per les seves accions. Va viure en comunitat amb altres dones.
- Agnès o Agnès Martínez.[12] 1328. Consta que en aquest any vivia a l'Hospital de Leprosos de la ciutat de Barcelona.
- Sor Sança. S. XIV. Se la coneix per la petició que va fer a Joan I per obtenir el permís per despenjar ajusticiats a la ciutat de Barcelona.
- Brígida Terrer o Terrera.[13] S. XV. Es coneix de la seva existència per una comunitat de diverses generacions de beguines a Barcelona. Era d'origen burgés.
- Elionor d'Urgell. S. XV. De família noble es retirà a la vida eremítica.
- Elisabet Cifre (1467-1542). Beguina molt coneguda de Palma. Es dedicà a la docència i fundà una escola de nenes, la Casa de la Criança. Va gaudir de molt prestigi i veneració.

Arreu d'Europa:
- Hadewijch d'Anvers S. XIII. Poetessa i escriptora mística belga. Escriví les seves visions basades en la seva experiència mística.
- Beatriu de Nazaret S. XIII, va escriure en llengua materna escrits místics. Bèlgica.
- Matilde de Magdeburg S. XIII. Beguina alemanya, escriptora i mística molt culta. Es coneix el seu text "La llum fluent de la divinitat", on va escriure les seves revelacions i experiència mística.
- Margarida Porete Morta a la foguera a París el 1310. Molt famosa a l'època per l'escriptura mística i el llibre “Espill de les Ànimes Simples” que va estar perdut però que s'ha redescobert en els últims temps. No va voler renunciar a la seva escriptura i va ser condemnada per heretgia.
- Juliana de Norwich S. XIV. Emparedada a l'església de Norwich (Anglaterra). Coneguda mística i teòloga, va escriure "Llibre de les revelacions d'Amor de Déu".
- Margery Kempe S. XIV. Coneguda també pels seus escrits místics i la seva autobiografia. Anglaterra.